# Championnat de France féminin de handball 2005-2006
Navigation
Division 1F 2004-2005 Division 1F 2006-2007
Le championnat de France féminin de handball 2005-2006 est la cinquante-quatrième édition de cette compétition. Le championnat de Division 1 est le plus haut niveau du championnat de France de ce sport. Douze clubs participent à la compétition. 
Tenant du titre, le Handball Metz Moselle Lorraine est initialement rétrogradé administrativement par la Fédération française de handball, avant d'être finalement repêché le 31 août après une conciliation.
À la fin de la saison, le Handball Metz Moselle Lorraine est désigné Champion de France avec 57 points, devant Le Havre, 56 points. Il s'agit du 13e titre de l'histoire du Handball Metz Moselle Lorraine et son 3e consécutif.

## Clubs du championnat
| Club                           | 2004-2005 |
| ------------------------------ | --------- |
| Handball Metz Moselle Lorraine | 1er       |
| ES Besançon                    | 2e        |
| CJF Fleury-Les-Aubrais         | 3e        |
| Cercle Dijon Bourgogne         | 4e        |
| Mérignac Handball              | 5e        |
| Le Havre AC Handball           | 6e        |
| HBC Nîmes                      | 7e        |
| ESC Yutz                       | 8e        |
| Angoulême Charente handball    | 9e        |
| Toulon Saint-Cyr Var Handball  | 9e        |
| US Mios Biganos                | 11e       |
| CA Béglais                     | 2e D2     |

Remarque : le HOC Saint-Cyr-sur-Mer, champion de Division 2 a fusionné avec le Toulon Var Handball pour former le Toulon Saint-Cyr Var Handball.

## La saison

### Classement
Le classement final est :
|    | Équipe                          | Pts | J  | G  | N | P  | Bp  | Bc  | Diff |
| -- | ------------------------------- | --- | -- | -- | - | -- | --- | --- | ---- |
| 1  | HB Metz Moselle Lorraine (T, L) | 57  | 22 | 17 | 1 | 4  | 598 | 498 | 100  |
| 2  | Le Havre AC (C)                 | 56  | 22 | 17 | 0 | 5  | 598 | 508 | 90   |
| 3  | Mérignac Handball               | 50  | 22 | 13 | 2 | 7  | 573 | 508 | 65   |
| 4  | Cercle Dijon Bourgogne          | 47  | 22 | 11 | 3 | 8  | 554 | 505 | 49   |
| 5  | CJF Fleury-Les-Aubrais          | 47  | 22 | 12 | 1 | 9  | 606 | 573 | 33   |
| 6  | US Mios Biganos                 | 46  | 22 | 11 | 2 | 9  | 606 | 605 | 1    |
| 7  | ESC Yutz                        | 44  | 22 | 10 | 2 | 10 | 534 | 565 | -31  |
| 8  | ES Besançon                     | 42  | 22 | 9  | 2 | 11 | 590 | 569 | 21   |
| 9  | CA Béglais (P)                  | 40  | 22 | 8  | 2 | 12 | 511 | 573 | -62  |
| 10 | HBC Nîmes                       | 38  | 22 | 7  | 2 | 13 | 545 | 580 | -35  |
| 11 | Toulon Saint-Cyr VHB (Rel)      | 31  | 22 | 4  | 1 | 17 | 528 | 635 | -107 |
| 12 | Angoulême CH (Rel)              | 30  | 22 | 3  | 2 | 17 | 540 | 631 | -91  |

|     | Champion, qualifié en Ligue des champions |
|     | (Rel) Relégué en Division 2               |
| (T) | Tenant du titre 2005                      |
| (P) | Promu 2005                                |
| (C) | Vainqueur de la Coupe de France           |
| (L) | Vainqueur de la Coupe de la Ligue         |

## Effectif du champion
L'effectif du Handball Metz Moselle Lorraine pour le championnat était composé de :
Gardiennes
- Amandine Leynaud (19 matchs, 152 arrêts à 43,8 %)
- Linda Pradel (21 matchs, 160 arrêts à 36,4 %)

Joueuses de champ
- Claire Allienne (3 matchs, 2 buts)
- Lise Carpino (1 m., 0 b.)
- Sonia Cendier (19 m., 58 b.)
- Hélène François (22 m., 47 b.)
- Anne-Sophie Frau (3 m., 1 b.)
- Johanna Gomez (6 m., 3 b.)
- Delphine Guehl (7 m., 10 b.)
- Leïla Hadi (22 m., 72 b.)
- Vesna Horaček (22 m., 90 b.)
- Mateja Janes (12 m., 26 b.)
- Nina Kanto (21 m., 77 b.)
- Céline Litzenburger (10 m., 7 b.)
- Katty Piejos (22 m., 74 b.)
- Mégane Vallet (15 m., 4 b.)
- Christine Vanparys (15 m., 62 b.)
- Estelle Vogein (7 m., 11 b.)
- Isabelle Wendling (22 m., 54 b.)

Entraineur
- Bertrand François

## Statistiques et récompenses

### Meilleures joueuses
Tous les entraîneurs mais également les capitaines ont été consultés, chacun apportant une voix, soit deux par club. Ils devaient donner un seul nom par poste, sans aucune présélection, et n'avaient pas le droit de voter pour un membre de leur équipe. Les résultats sont :
- Meilleure joueuse : Sophie Herbrecht (Le Havre AC)

- Meilleur entraîneur : non décerné
- Révélation de l'année : Siraba Dembélé (Mérignac Handball)

- Meilleure gardienne : Stella Joseph-Mathieu (Mérignac Handball)
- Meilleure ailière gauche : Paule Baudouin (Le Havre AC)
- Meilleure arrière gauche : Aurèle Itoua-Atsono (US Mios Biganos)
- Meilleure demi-centre : Sophie Herbrecht (Le Havre AC)
- Meilleure pivot : Paula Gondo (Mérignac Handball)
- Meilleure arrière droite : Vesna Horaček (Handball Metz Moselle Lorraine)
- Meilleure ailière droite : Maakan Tounkara (Le Havre), Katty Piejos (Metz) et Stéphanie Cano (Bègles).

### Meilleures marqueuses
Les meilleures marqueuses de la saison sont :
| Rang | Joueuse             | Club                   | Buts |
| ---- | ------------------- | ---------------------- | ---- |
| 1    | Noumia Zitiou       | Mérignac Handball      | 129  |
| 2    | Aurèle Itoua-Atsono | US Mios Biganos        | 126  |
| 3    | Alimata Dosso       | Angoulême CH           | 125  |
| 4    | Léontine Kibamba    | US Mios Biganos        | 113  |
| 5    | Paula Gondo         | Mérignac Handball      | 112  |
| 6    | Nathalie Macra      | HBC Nîmes              | 111  |
| 7    | Angélique Spincer   | CJF Fleury-Les-Aubrais | 109  |
| 8    | Gisèle Donguet      | Cercle Dijon Bourgogne | 106  |
| 9    | Carmen Nițescu      | ESC Yutz               | 105  |
| 10   | Elena Groposila     | Cercle Dijon Bourgogne | 103  |

### Gardiennes de buts
Les meilleures gardiennes de buts de la saison en nombre d'arrêts sont :
| Rang | Joueuse                 | Club                           | Arrêts |
| ---- | ----------------------- | ------------------------------ | ------ |
| 1    | Stella Joseph-Mathieu   | Mérignac Handball              | 312    |
| 2    | Laurence Maho           | CA Béglais                     | 271    |
| 3    | Laurie Cabrol           | HBC Nîmes                      | 256    |
| 4    | Iuliana Cioculeasa (ro) | ESC Yutz                       | 253    |
| 5    | Anca Grosu              | CJF Fleury-Les-Aubrais         | 238    |
| 6    | Amalia Săftoiu          | US Mios Biganos                | 211    |
| 7    | Nicky Houba             | Le Havre AC                    | 181    |
| 8    | Vanessa Leclerc         | ES Besançon                    | 160    |
| -    | Linda Pradel            | Handball Metz Moselle Lorraine | 160    |
| 10   | Johana Bouveret         | ES Besançon                    | 154    |